# Hatta (India)
Hatta è una suddivisione dell'India, classificata come municipality, di 28.508 abitanti, situata nel distretto di Damoh, nello stato federato del Madhya Pradesh. In base al numero di abitanti la città rientra nella classe III (da 20.000 a 49.999 persone).

## Geografia fisica
La città è situata a 24° 09' 42 N e 79° 35' 39 E.

## Società

### Evoluzione demografica
Al censimento del 2001 la popolazione di Hatta assommava a 28.508 persone, delle quali 15.118 maschi e 13.390 femmine. I bambini di età inferiore o uguale ai sei anni assommavano a 4.298, dei quali 2.269 maschi e 2.029 femmine. Infine, coloro che erano in grado di saper almeno leggere e scrivere erano 19.745, dei quali 11.641 maschi e 8.104 femmine.